# Indira Levak
Indira Levak (rođ. Vladić) (Županja, 15. rujna 1973.) hrvatska je pjevačica.

## Životopis
Indira se rodila 15. rujna 1973. godine u Županji, od oca Franje i majke Ismete. S navršenih 9 godina upisuje glazbenu školu "Srećko Albini" u Županji, gdje ostaje punih šest godina. U dvanaestoj godini postaje član županjskog orkestra limene glazbe, gdje punih 13 godina svira klarinet. U osmom razredu osnovne škole osniva sastav s četiri kolegice – "Zauvijek mladi". Sastav se uskoro raspada i slijede godine njezina lutanja po raznim grupama.
U jesen 1993. zapošljava se u Županijskom uredu za opću upravu, gdje je provela četiri godine radeći po osam sati dnevno i pokušavajući zaraditi što više novca, koji bi uložila u glazbu. Tada se na pragu njezinog doma pojavljuje Boris i predlaže joj da pjeva u sastavu koji još nema ni ime, ali on je siguran da će postići uspjeh.
Bila je pjevačica grupe Colonia, od njezinog osnivanja do 2017. godine.
Nakon odlaska iz grupe Colonia pokreće samostalnu karijeru s pjesmom Dva Luđaka koju je za nju napisala kantautorica Antonija Šola.
Pjesmu je pratio i odlično režirani video spot koji je promoviran preko platforme RTL Music.
2018. godine objavljuje svoj prvi samostalni album Valkira koji je naišao na pozitivne reakcije javnosti, a s kojim također predstavlja neke pjesme koje je Indira sama napisala.
2020. godine sudjeluje na festivalu Dora s pjesmom You will never break my heart koju je za nju napisao Branimir Mihaljević u suradnji s poznatim izraelskim producentom Doronom Medalliem (pobjednički autor na Eurosongu s pjesmom Toy).
Pjesma je ostvarila sjajan rezultat završivši na 3. mjestu.

## Privatni život
Bila je u braku s Narcisom Mujkićem od kog se razvela 2010. godine, a za poduzetnika Miroslava Levaka se udala 31. svibnja 2014. godine. Razveli su se 2024.

## Solo karijera
| Godina | Naziv pjesme                  | Predstavljena | Video spot |
| ------ | ----------------------------- | ------------- | ---------- |
| 2017.  | 2 luđaka                      | 18. srpnja    | da         |
| 2017.  | Dođi                          | 29. listopada | da         |
| 2020.  | You Will Never Break My Heart | 29. veljače   | ne         |